# El Capitan
El Capitan é uma formação rochosa com 910 metros de altura, localizada na parte norte do Vale de Yosemite, no Parque Nacional de Yosemite, Califórnia, Estados Unidos. O monólito de granito é um dos principais pontos de interesse do alpinismo mundial e a sua escalada é considerada uma das mais difíceis do mundo. A formação foi nomeada "El Capitan" (O capitão, o chefe) pelo Batalhão Mariposa, quando exploraram o vale em 1851.
Uma vez considerado impossível de ser escalado, hoje é um dos principais destinos de escaladores de paredes, possuindo centenas de rotas de ascensão bem como vários recordes de velocidade de escalada. A prática de Base Jump foi banida pelas autoridades do National Park Service pelos riscos envolvidos e diversas mortes ocorridas.
Em 14 de janeiro de 2015, os norte-americanos Kevin Jorgeson e Tommy Caldwell completaram uma escalada livre ao El Capitan, sem apoio de ferramentas. Subiram até ao topo da chamada Dawn Wall, a 900 metros, sendo os primeiros a fazê-lo sem qualquer apoio de ferramentas (usaram apenas as mãos e os pés, pois as cordas serviram somente como elemento de segurança para evitar quedas).